# Vicariat apostolique de Port-Saïd
Le vicariat apostolique de Port-Saïd (en latin: Vicariatus Apostolicus Portusaidensis), auparavant vicariat apostolique du canal de Suez (Vicariatus Apostolicus Canalis Suesii),  est une ancienne juridiction de l'Église catholique romaine entre 1926 et 1987 située principalement en Égypte.

## Territoire
Le vicariat apostolique comprenait la région du canal de Suez et la péninsule du Sinaï, jusqu'à la ville d'Aqaba en Jordanie.
Le siège du vicariat est la cathédrale Marie-Reine-du-Monde de Port-Saïd.

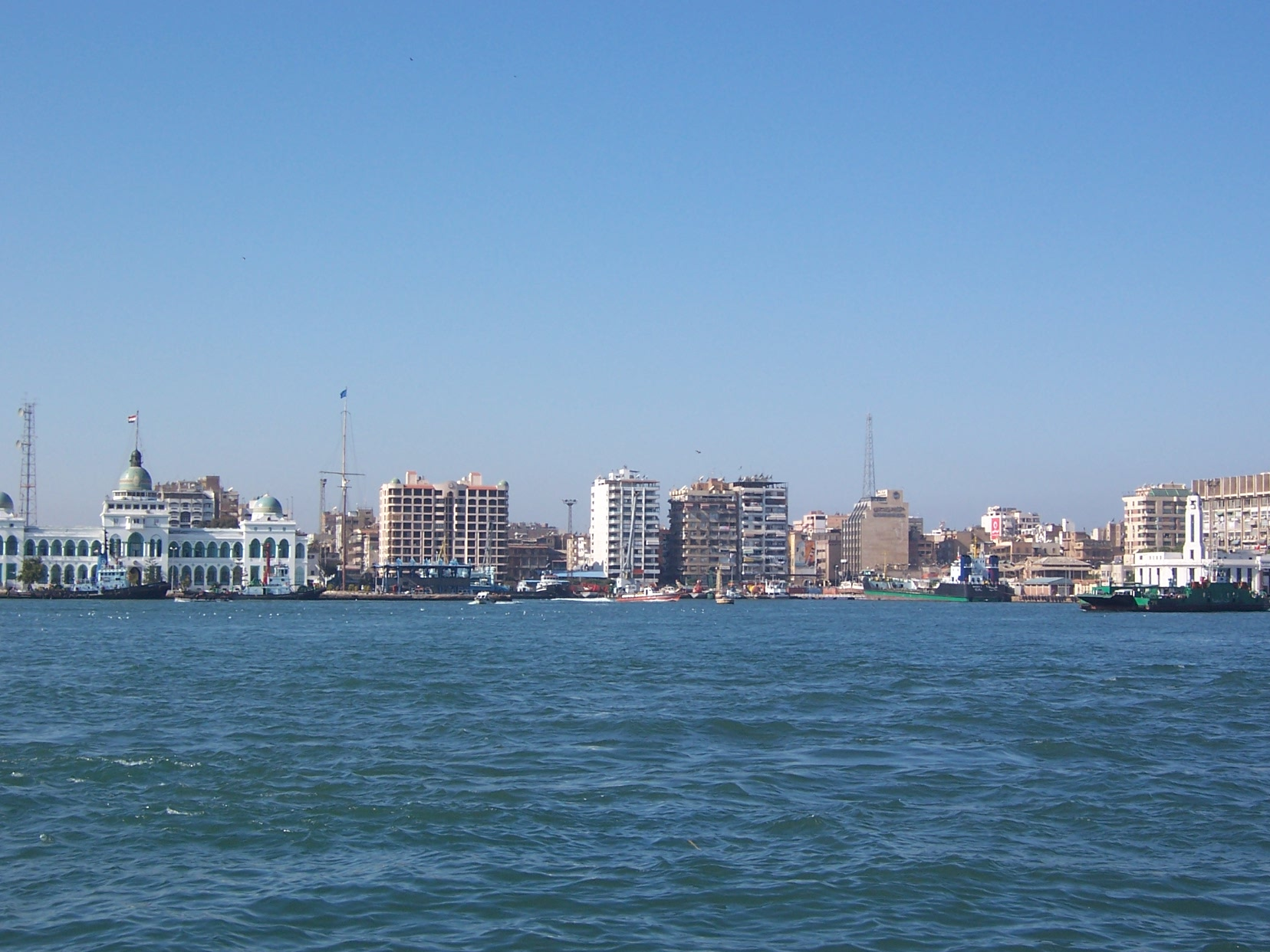
Port-Saïd
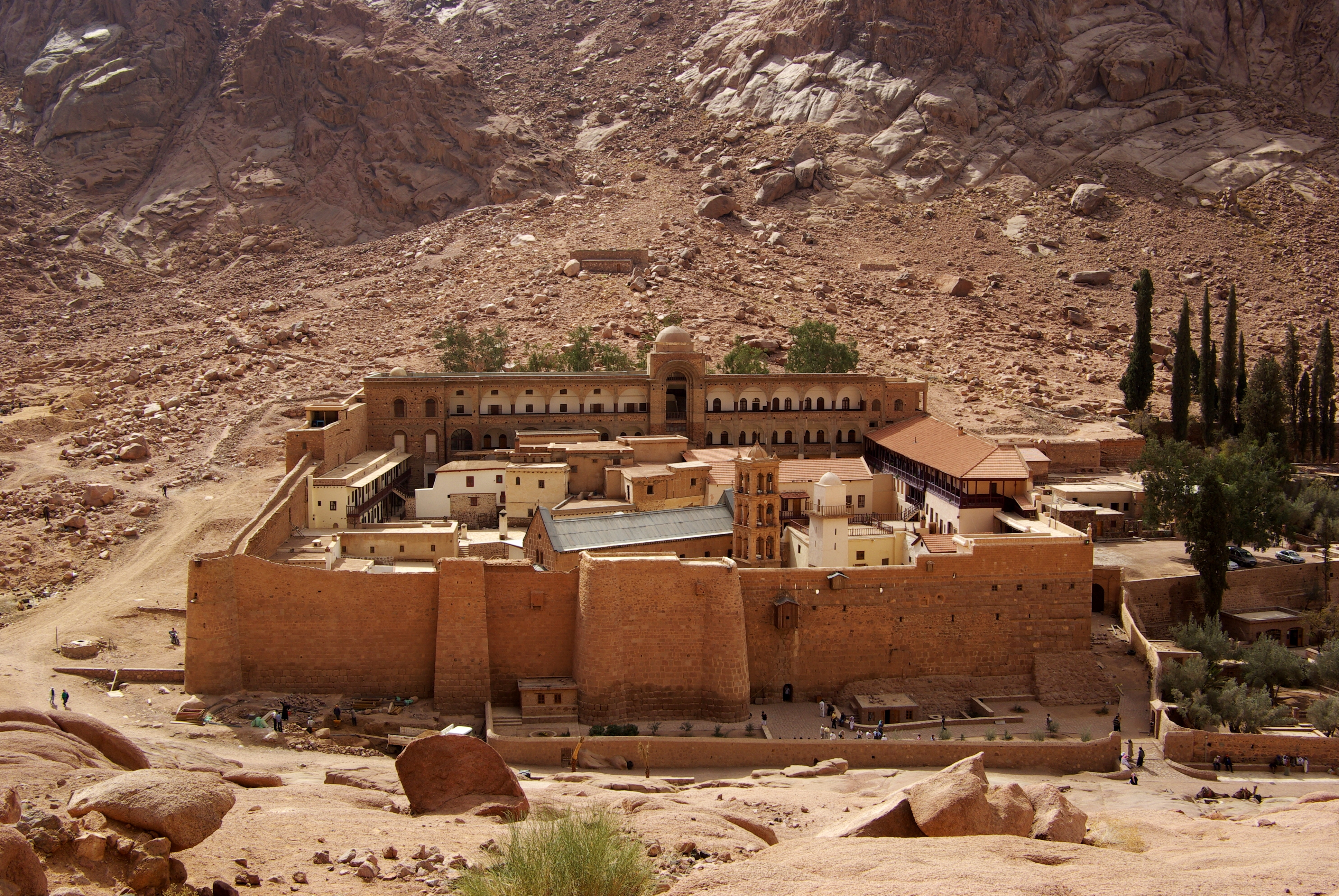
Monastère Sainte-Catherine du Sinaï
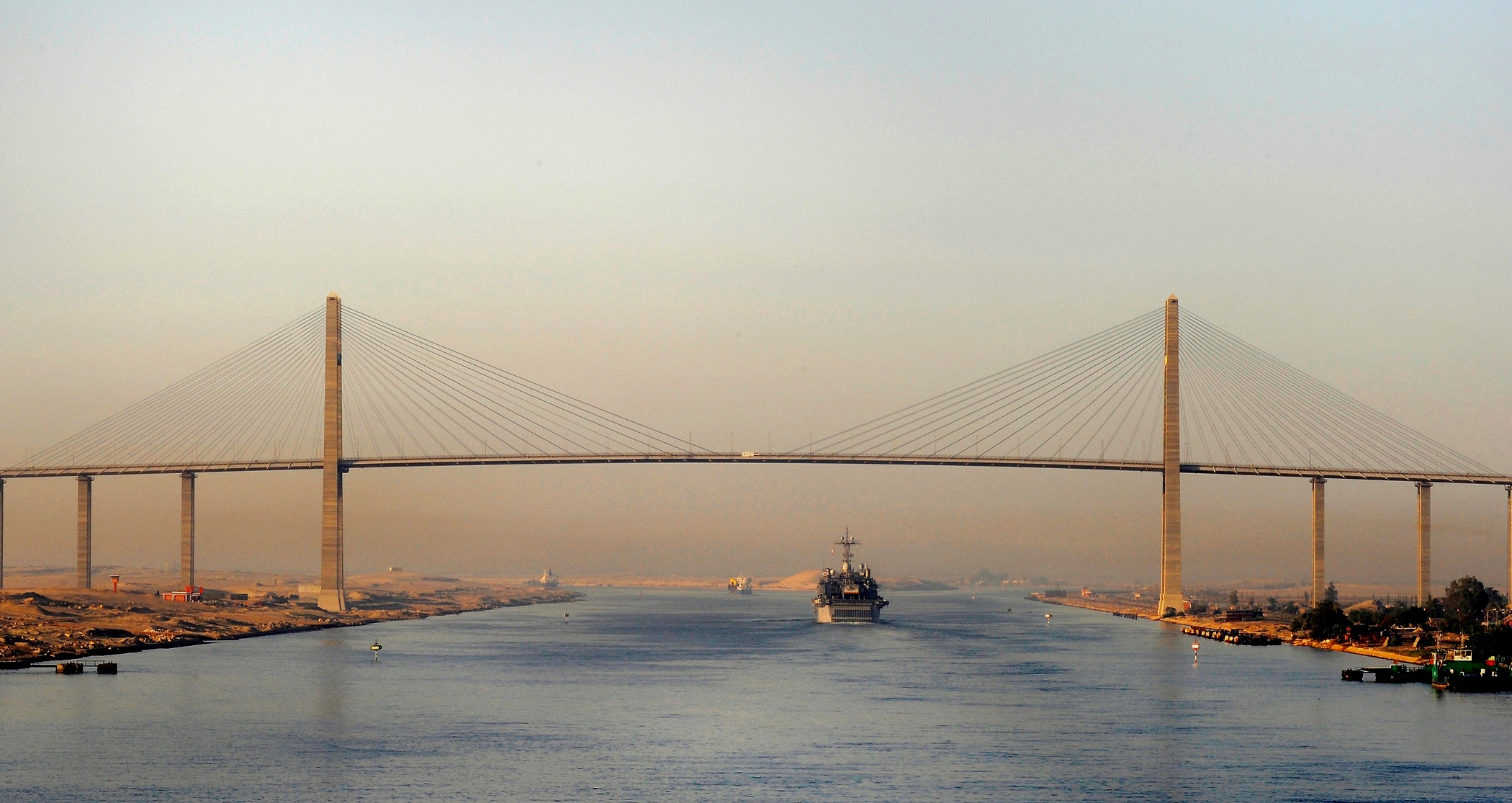
Canal de Suez au niveau d'El Qantara
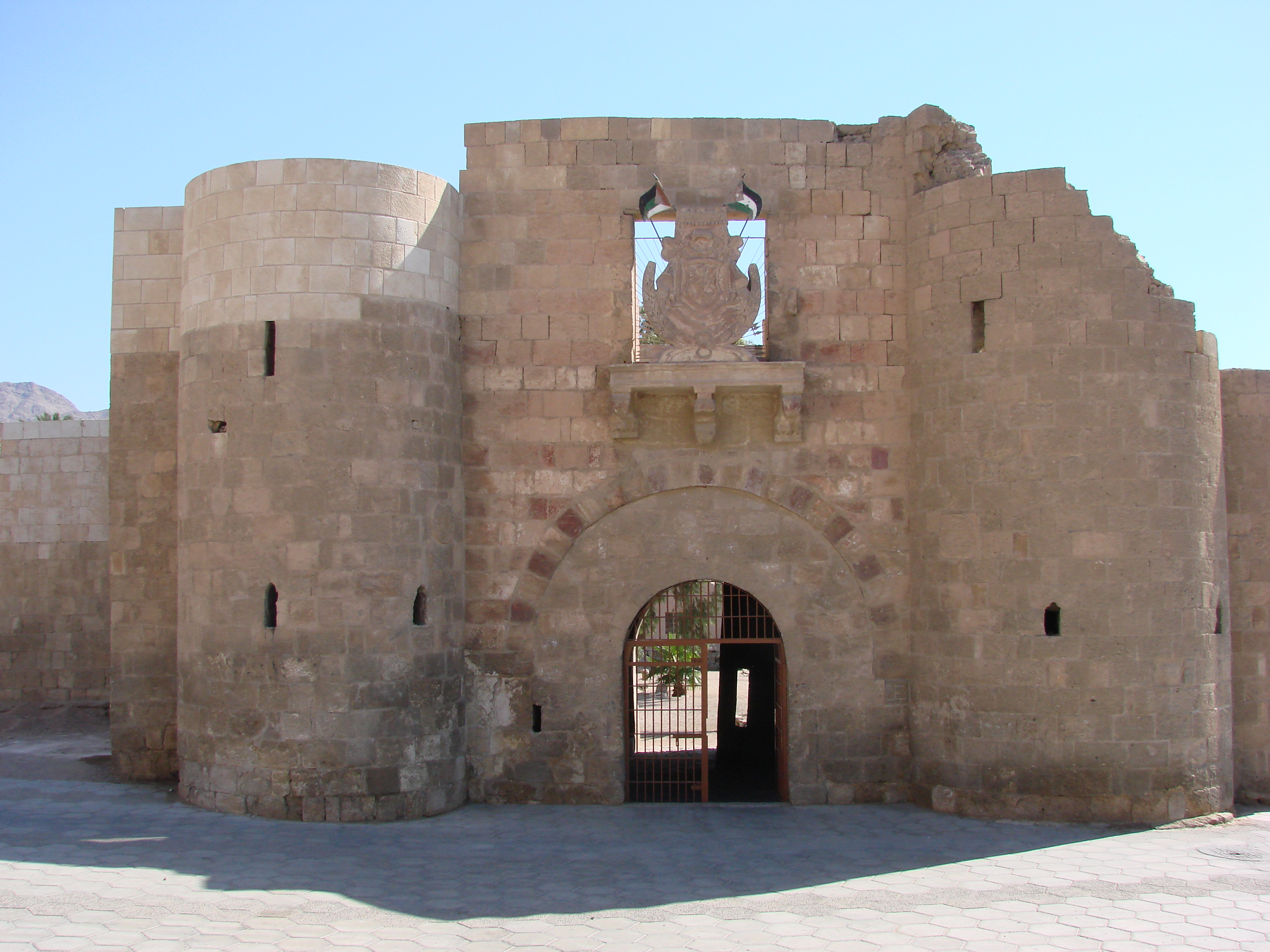
Forteresse d'Aqaba

## Histoire
Le vicariat apostolique du canal de Suez (Vicariatus Apostolicus Canalis Suesii) fut établi le 12 juillet 1926 par le court apostolique Quae in exploratam du pape Pie XI, obtenant son territoire sur celui du vicariat apostolique de l'Égypte (aujourd'hui vicariat apostolique d'Alexandrie d'Égypte). Le pays est alors indépendant depuis quelques années seulement et la langue liturgique est le français.

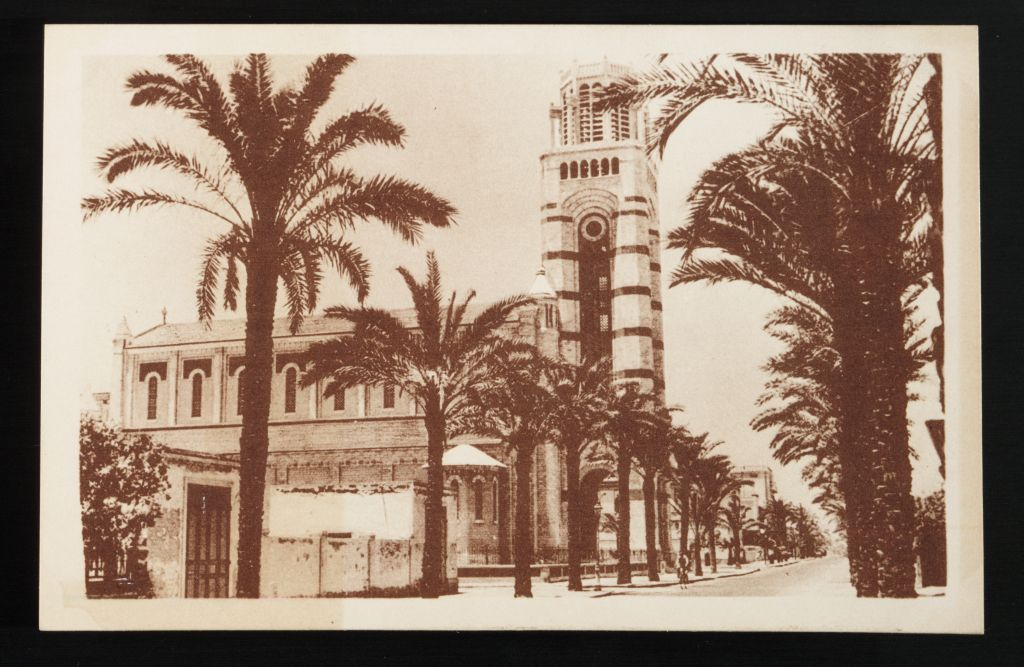
Cathédrale française de Port-Saïd.

De 1932 à 1934, Ange-Marie Hiral fait construire la cathédrale française de Port-Saïd,.
Le 27 janvier 1951, le vicariat apostolique change son nom pour vicariat apostolique de Port-Saïd (Vicariatus Apostolicus Portusaidensis).
Après deux décennies de non attribution de la juridiction de 1958 à 1978, il est réuni au vicariat apostolique d’Alexandrie d’Égypte et au vicariat apostolique d’Héliopolis d’Égypte.
En 1970, le diocèse compte 5 paroisses et 5 prêtres, 7 religieux et 35 religieuses; on dénombre 259 baptêmes pour une population de 360 000 habitants. En 1980, le diocèse ne compte plus que 3 paroisses pour 4 prêtres, 8 religieux et 37 religieuses; on dénombre 375 baptême.
Le 30 novembre 1987, en vertu du décret Cum olim de la Congrégation pour les Églises orientales, le vicariat apostolique a été supprimé et son territoire a été rattaché à celui du vicariat apostolique d'Alexandrie d'Égypte. Le même décret confère au vicaire apostolique d'Alexandrie d'Égypte le droit de porter également le titre de vicaire apostolique de Port-Saïd.

## Évêques
À noter que tous ses évêques sont franciscains.
- Victor Dreyer, O.F.M.Cap (du 11 mars 1927 au 24 novembre 1928, nommé délégué apostolique en Indochine).
- Ange-Marie Hiral, O.F.M. † (du 18 mars 1929 au 18 janvier 1952, décès).
- René-Fernand-Bernardin Collin, O.F.M. † (18 janvier 1952 au 21 décembre 1958, nommé évêque de Digne).
- siège vacant (1958-1978).
- Egidio Sampieri, O.F.M. † (29 avril 1978 - 30 novembre 1987, nommé vicaire apostolique d'Alexandrie d'Égypte).